# 신도림역
신도림역(新道林驛, Sindorim station)은 대한민국 서울특별시 구로구 신도림동과 구로동에 걸쳐 있는 수도권 전철 1호선, 서울 지하철 2호선 및 신정지선의 전철역이자 환승역이다. 2호선의 경우 이 역부터 영등포구청역까지 지하 구간이고, 신정지선의 경우  이 역부터 까치산역까지 모두 지하 구간이다. 서울 지하철 2호선 본선은 심야에 2편성이 주박한다.

## 역사
- 1984년 5월 22일: 서울 지하철 2호선 서울대입구~을지로입구역 구간 연장 개통과 함께 1호선 상에 역 개통
- 1992년 5월 22일: 신정지선 양천구청~신도림역 구간 개통

## 개요
심야에 서울 지하철 2호선 2편성이 주박한다. 서울 지하철 2호선은 도림천 하저터널로 문래역과 연결된다.

## 역 구조
역이 신설된 1984년 5월 22일부터 약 30년간 한국철도공사 측의 역무시설은 존재하지 않았고, 모든 출입구를 서울메트로에서 관할하였으나 2009년부터 추진된 수도권 전철 1호선 전용 역사가 2015년 5월 준공되면서 경부선이나 경인선을 이용하기 위하여 반드시 서울 지하철 2호선을 경유해야 한 불편함이 해소되었다. 출입구는 한국철도공사 관할 3개, 서울교통공사 관할 3개로 총 6개다. 1·5·6번 출입구는 신도림동에 있고, 2번~4번 출입구는 구로동에 있다. 지하 1층 서울교통공사 역사를 통해 신도림 테크노마트 및 디큐브시티와 연결되어 있다.

### 1호선 승강장
3면 6선의 쌍상대식 승강장을 갖춘 지상역이며, 반밀폐형 스크린도어가 설치되어 있다.
| ↑ 영등포      |
| ２ \| ３４ \| |
| 구로 ↓        |

| 1 | ● 수도권 전철 1호선 | 영등포 · 용산 · 광운대 · 연천 방면(완행, 급행)           |
| 2 | ● 수도권 전철 1호선 | 구로 · 인천 · 서동탄 · 천안 · 신창 방면(완행, 급행)      |
| 3 | ● 수도권 전철 1호선 | 영등포 · 용산 방면(급행•특급•완행)                       |
| 4 | ● 수도권 전철 1호선 | 구로 · 부천 · 송내 · 동인천(급행•특급) · 광명(완행) 방면 |

### 2호선 승강장
3면 4선의 쌍상대식 승강장을 갖춘 지하역이며, 완전밀폐형 스크린도어가 설치되어 있다. 지하 1층이나 지하 3층의 통로를 통하여 승강장 사이를 건너갈 수 있다. 신정지선 선로가 신정차량사업소와 연결되어 있기 때문에 이 역에서는 종착 뿐만 아니라 출발도 한다. 이 역 종착 열차는 성수역 종착 열차에 비해서 많다. 서울 지하철 2호선은 주로 1번(2호선 내선순환)과 2번(2호선 외선순환) 승강장을 쓴다. 이 역에서 운행을 마치고, 종착하는 열차는 3번(신정지선 까치산 방향)·4번(2호선 외선순환) 승강장을 통하여 신정차량사업소로 입고한다.
| 지하 1층 | 맞이방 · 1호선 환승통로      | 맞이방 · 1호선 환승통로                                                  |
| 지하 2층 | 3                            |                                                                          |
| 지하 2층 | ● 신정지선                   | ← 도림천 · 까치산 방면 ← 신정기지 입고 열차 당역 종착                    |
| 지하 2층 | ● 서울 지하철 2호선 내선순환 | ← 문래 · 시청 방면                                                       |
| 지하 2층 | 1                            | 왼쪽 문 열림                                                             |
| 지하 2층 | 2                            | 왼쪽 문 열림                                                             |
| 지하 2층 | ● 서울 지하철 2호선 외선순환 | 대림 · 강남 방면 →                                                       |
| 지하 2층 | ● 서울 지하철 2호선 외선순환 | 대림 방면(신정기지 출고 열차 당역 출발) → ← 신정기지 입고 열차 당역 종착 |
| 지하 2층 | 4                            | 오른쪽 문 열림                                                           |
| 지하 3층 | 환승통로                     | 환승통로                                                                 |

#### 4번 승강장
이 승강장은(2호선 외선순환) 2번(2호선 외선순환) 승강장과 마주보고 있고, 신정지선을 통하여 신정차량사업소와 입·출고 선로가 연결되어 있다. 과거 신정차량사업소로 입·출고하는 열차들이 통과하는 용도로만 사용되었으나 2호선 중 외선순환 승강장의 혼잡도를 줄이기 위하여 2008년 1월 2일부터 평일 출근 시간대(07:34~08:23)에만 신정차량사업소에서 대림역 방향으로 출고하는 열차들은 이 승강장(2호선 외선순환)에서 여객을 취급하고, 그 외의 시간대에는 폐쇄하였다. 토요일과 일요일, 공휴일은 이전처럼 2번 승강장(2호선 외선순환)에서 신정차량사업소 출고 열차를 취급하였다. 이 승강장(2호선 외선순환)은 여객 취급을 거의 하지 않기 때문에 스크린도어가 설치되어 있지 않았으며, 기관사들이 수동으로 정차시켰다. 현재는 아침 시간대 당역발 외선순환 신정기지 출고 열차만 이 승강장(2호선 외선순환)에서 출발한다. 그 외 시간대는 외선 방면 당역 종착 열차가 이 승강장(2호선 외선순환)에서 운행을 마치고, 신정차량사업소로 입고하며, 신정기지 출고 외선순환 열차는 2번 승강장(2호선 외선순환)에서 출발한다. 신정기지 출고 내선순환 열차는 이 승강장(2호선 외선순환)을 통과하여 회차선으로 주박하였다가 1번 승강장(2호선 내선순환)에서 출발한다.

## 주변
- 신도림현대아파트
- 경인로
- 신도림중학교
- 신도림테크노마트
  - 씨네Q
  - 이마트 신도림점
- 홈플러스 신도림점
- 한국방송통신대학교 서울제2지역대학
- 신도림 디큐브시티(현재:현대백화점 디큐브시티점)
  - 교보문고 디큐브점
- 스타필드 빌리지 신도림점
  - 롯데시네마 신도림
- 나이스 게임 TV

## 대중 문화
- 대한민국의 음악 그룹 자우림은 노래 `일탈`에서 "신도림역 안에서 스트립쇼를..."이라는 가사를 썼다.
  - 이 노래 가사대로 2006년에 KBS 《웃음충전소》에서 유상무가 이 역에서 스트립쇼를 하기도 하였다.[5]

## 사진

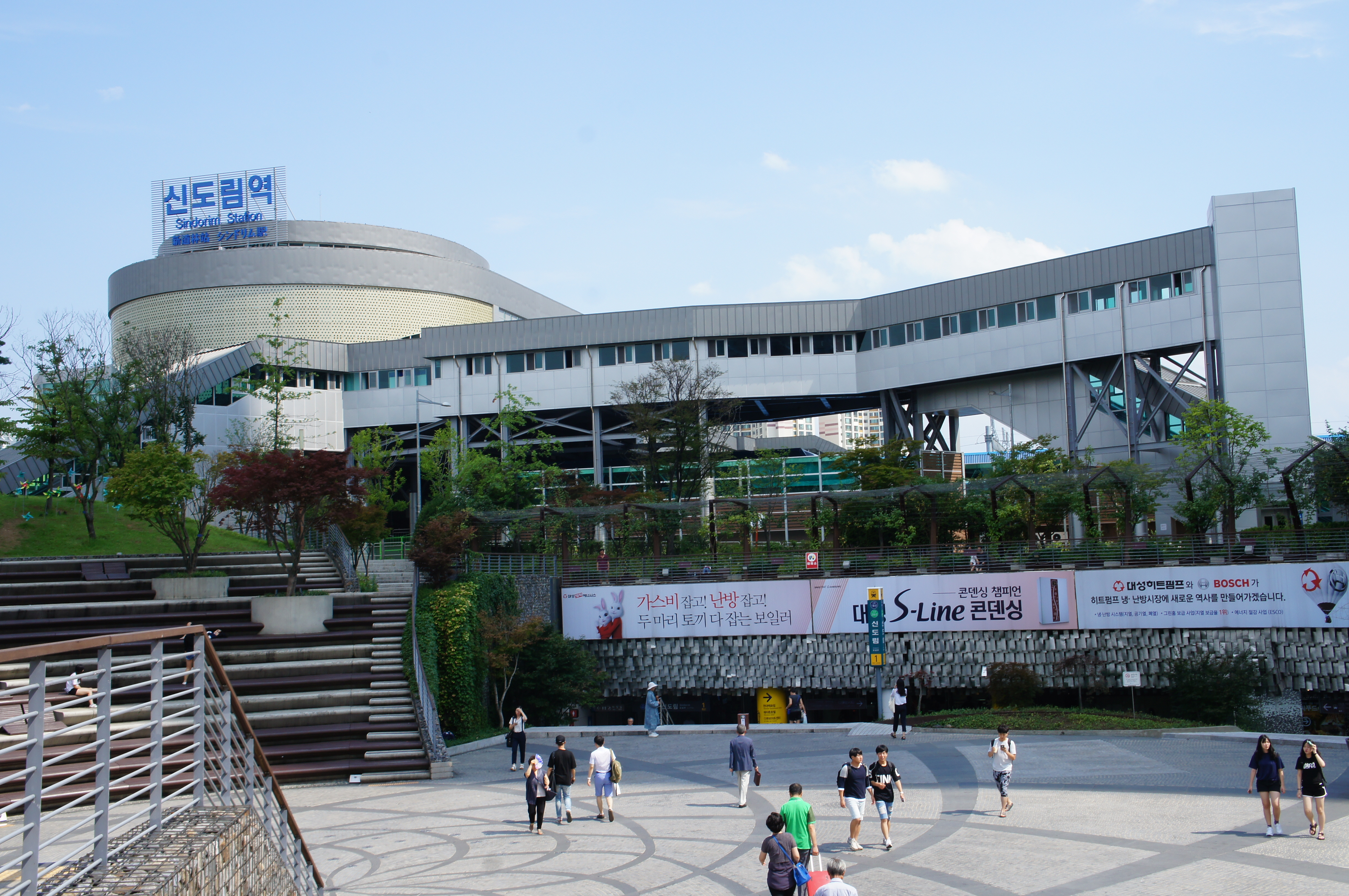
경부선 역사
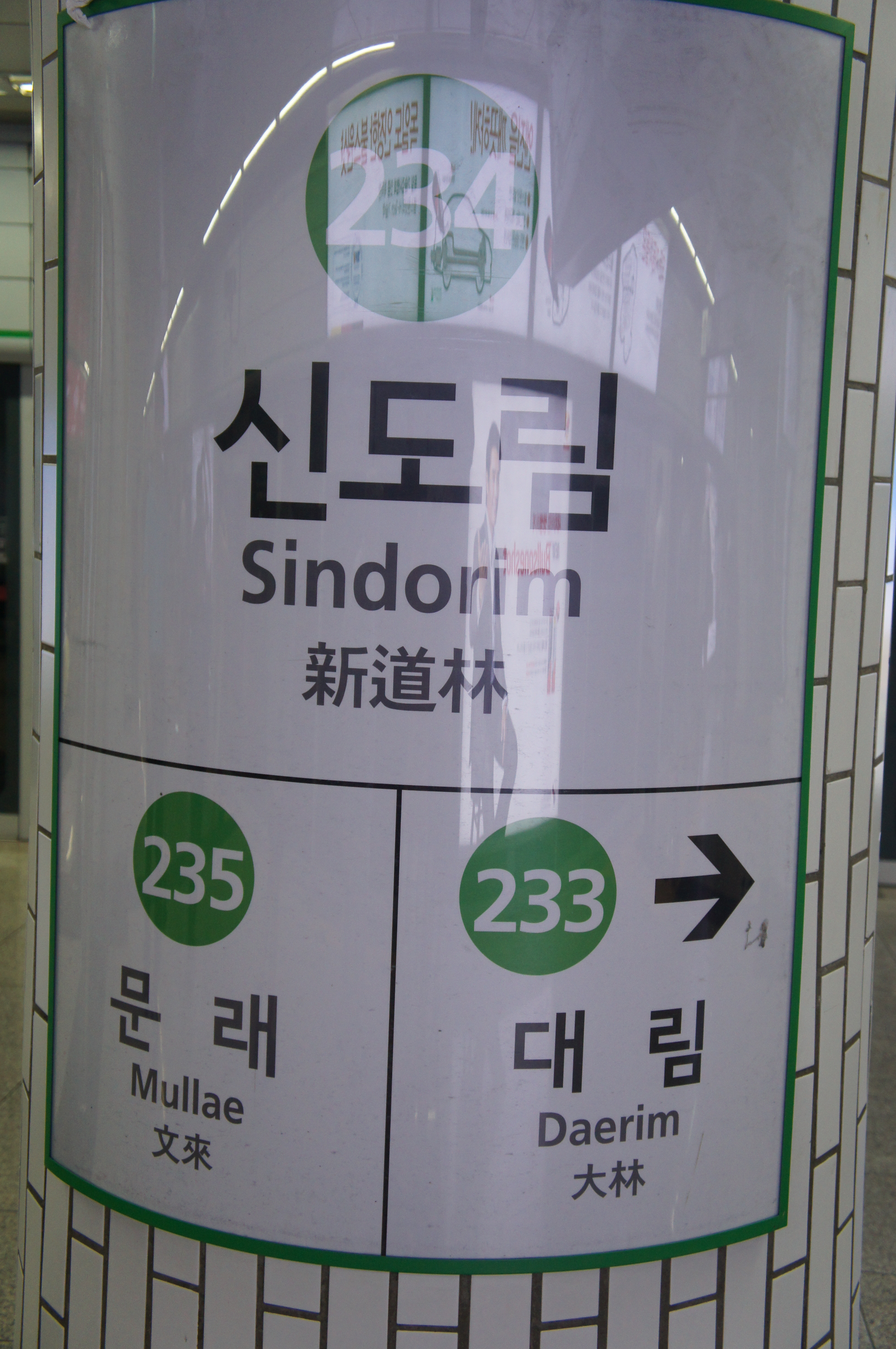
2호선 외선순환 역명판
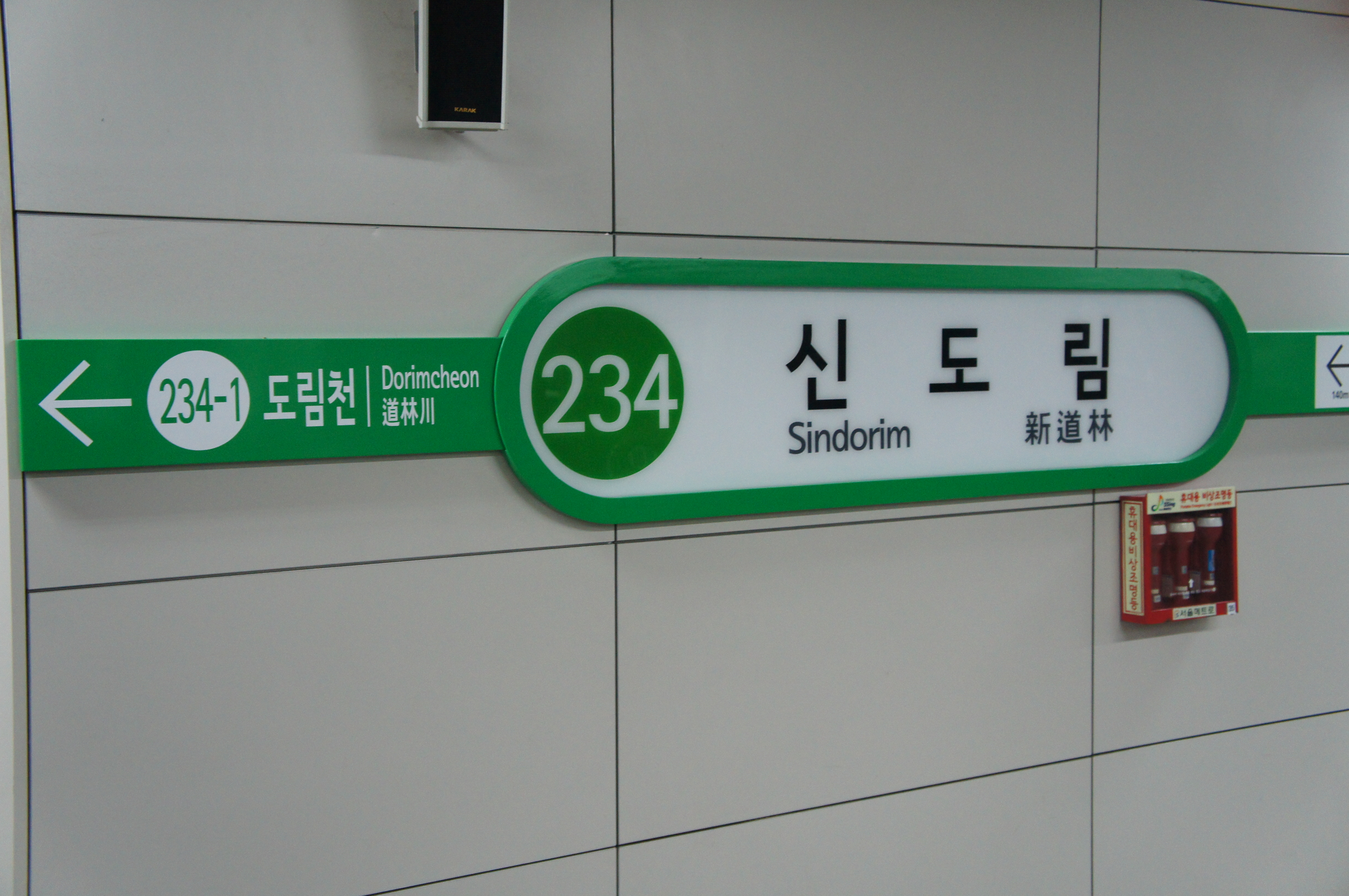
신정지선 까치산 방향 역명판
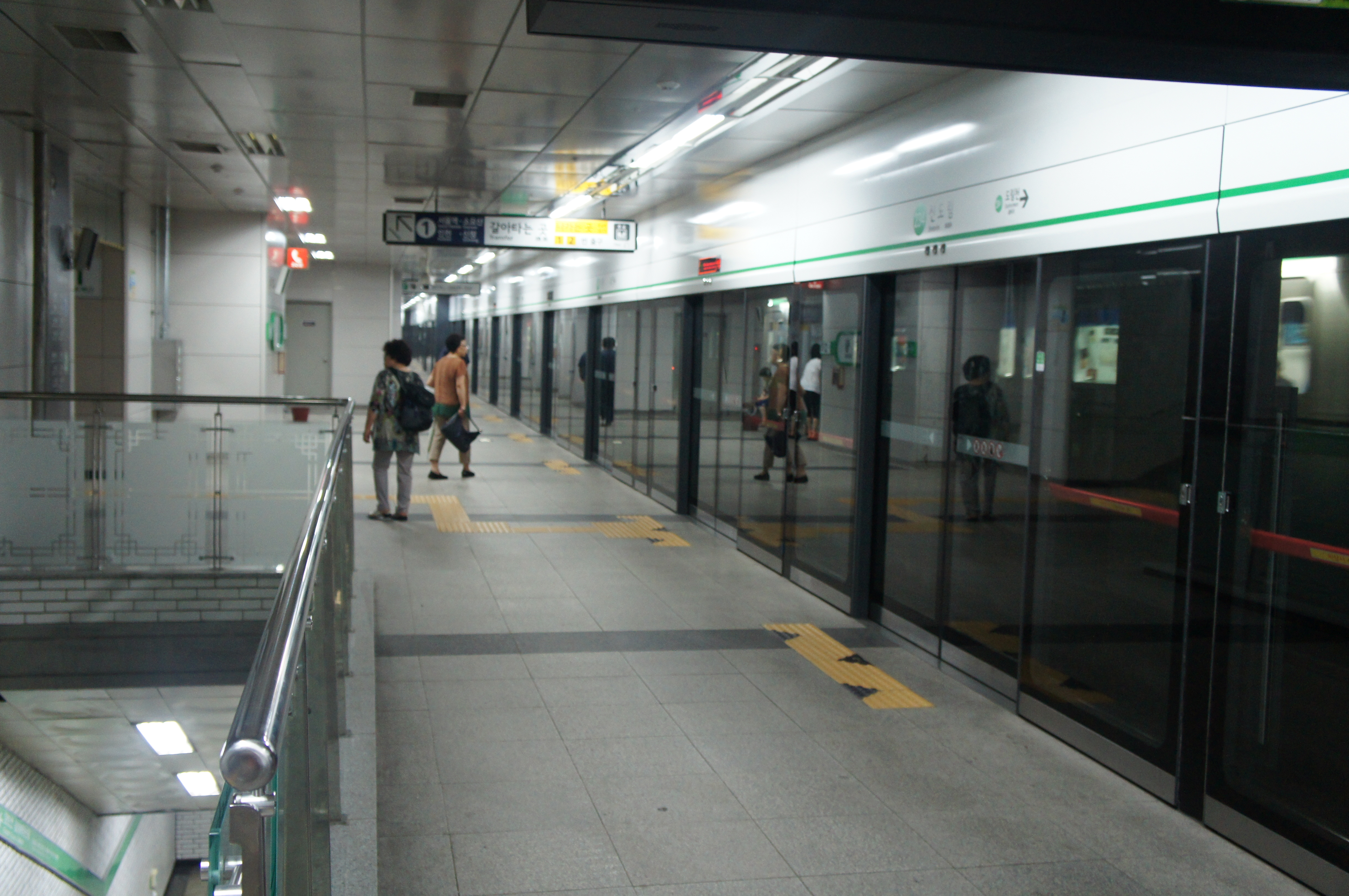
신정지선 까치산 방향 승강장
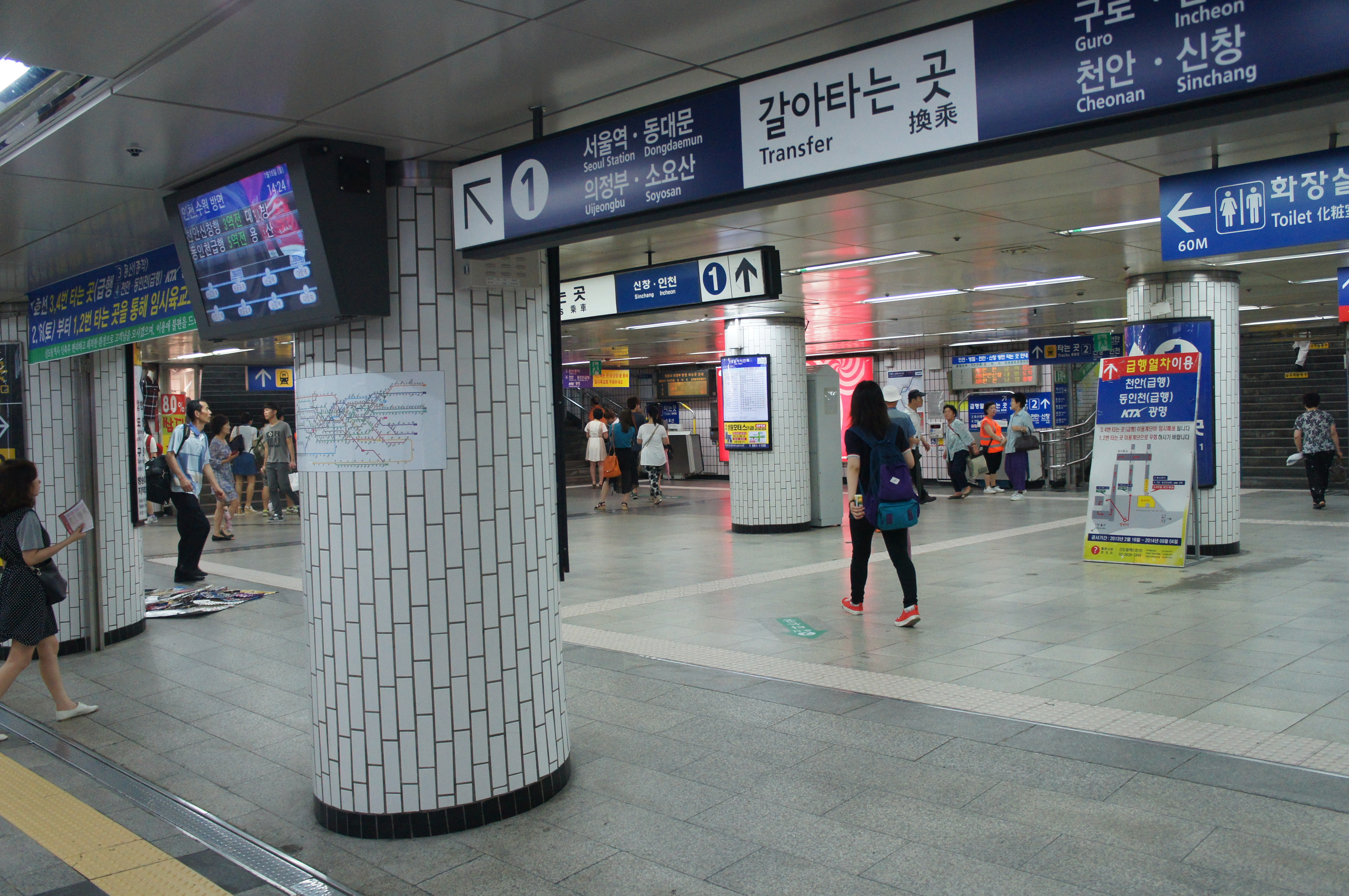
환승통로
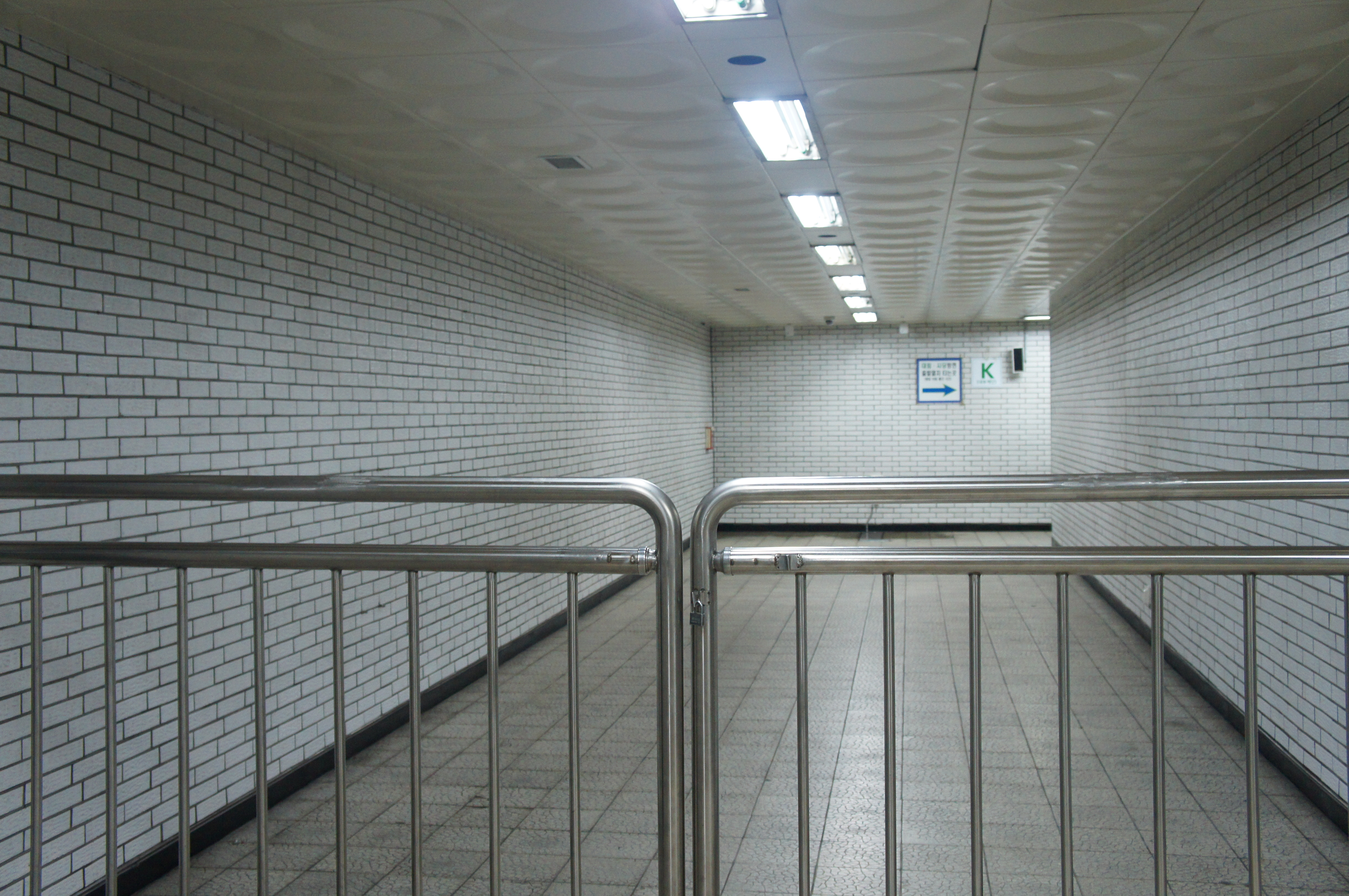
출고 및 당역 종착 승강장 통로(출입문 철거 전)
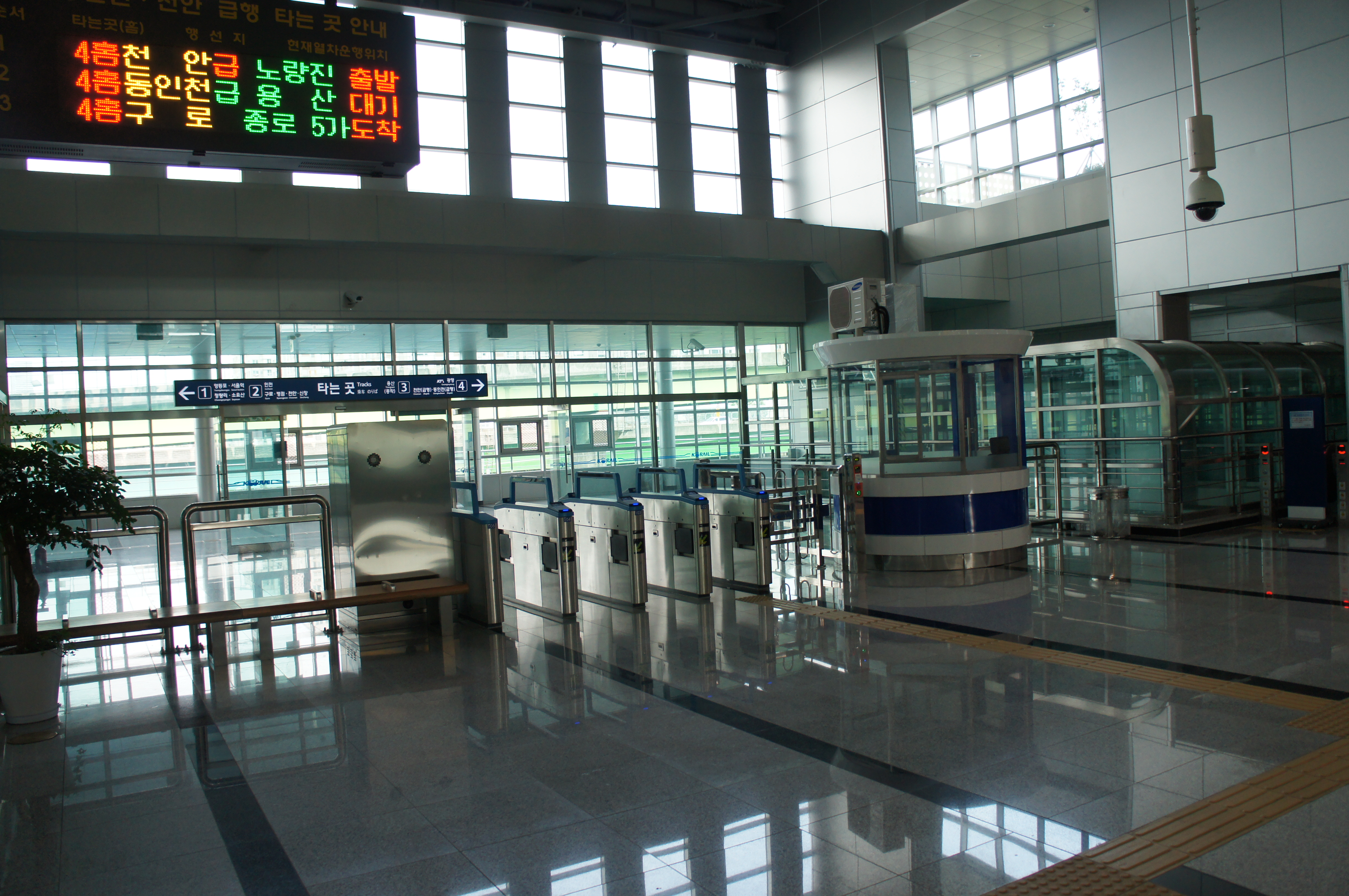
1호선 대합실
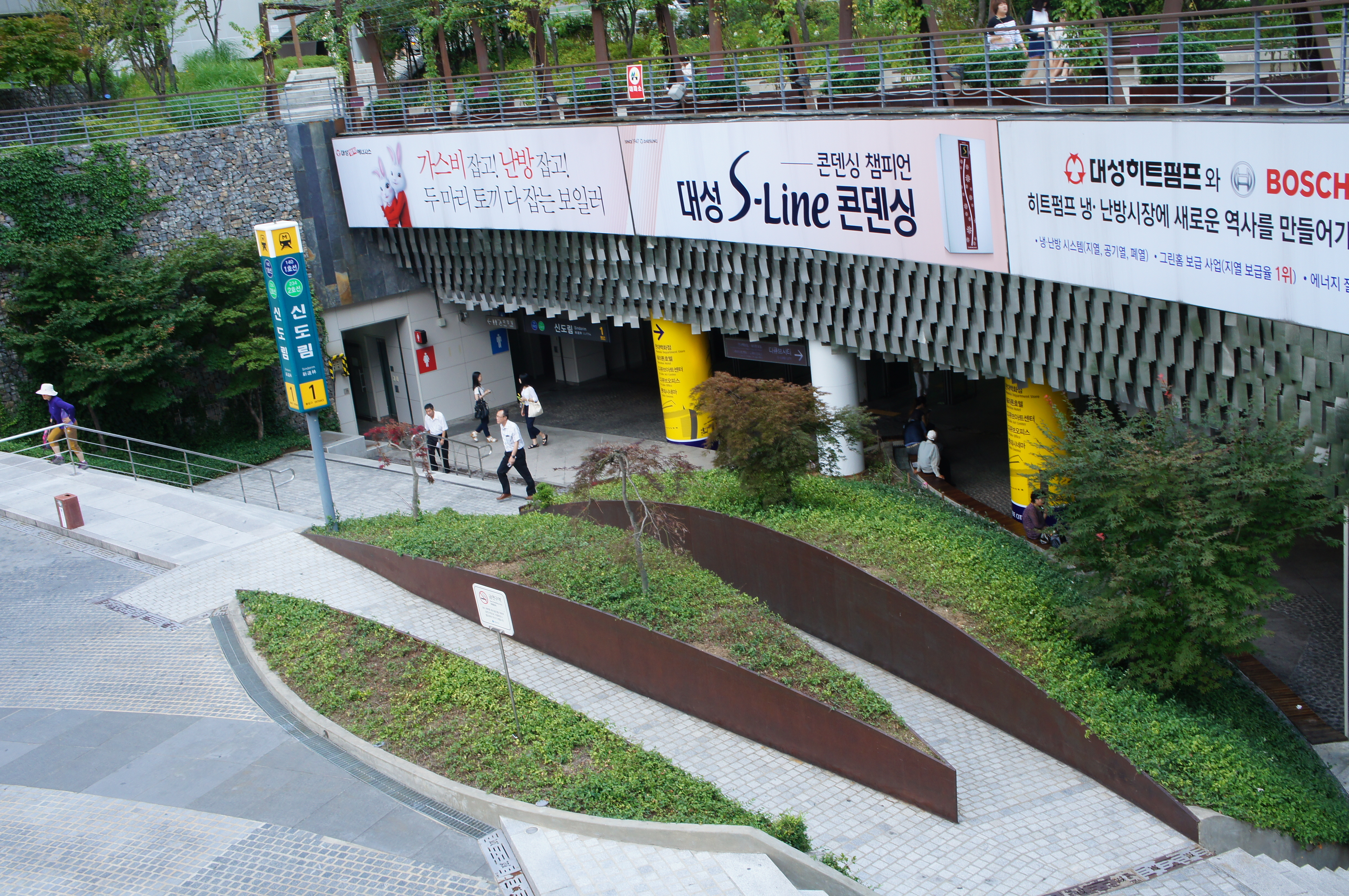
1번 출입구
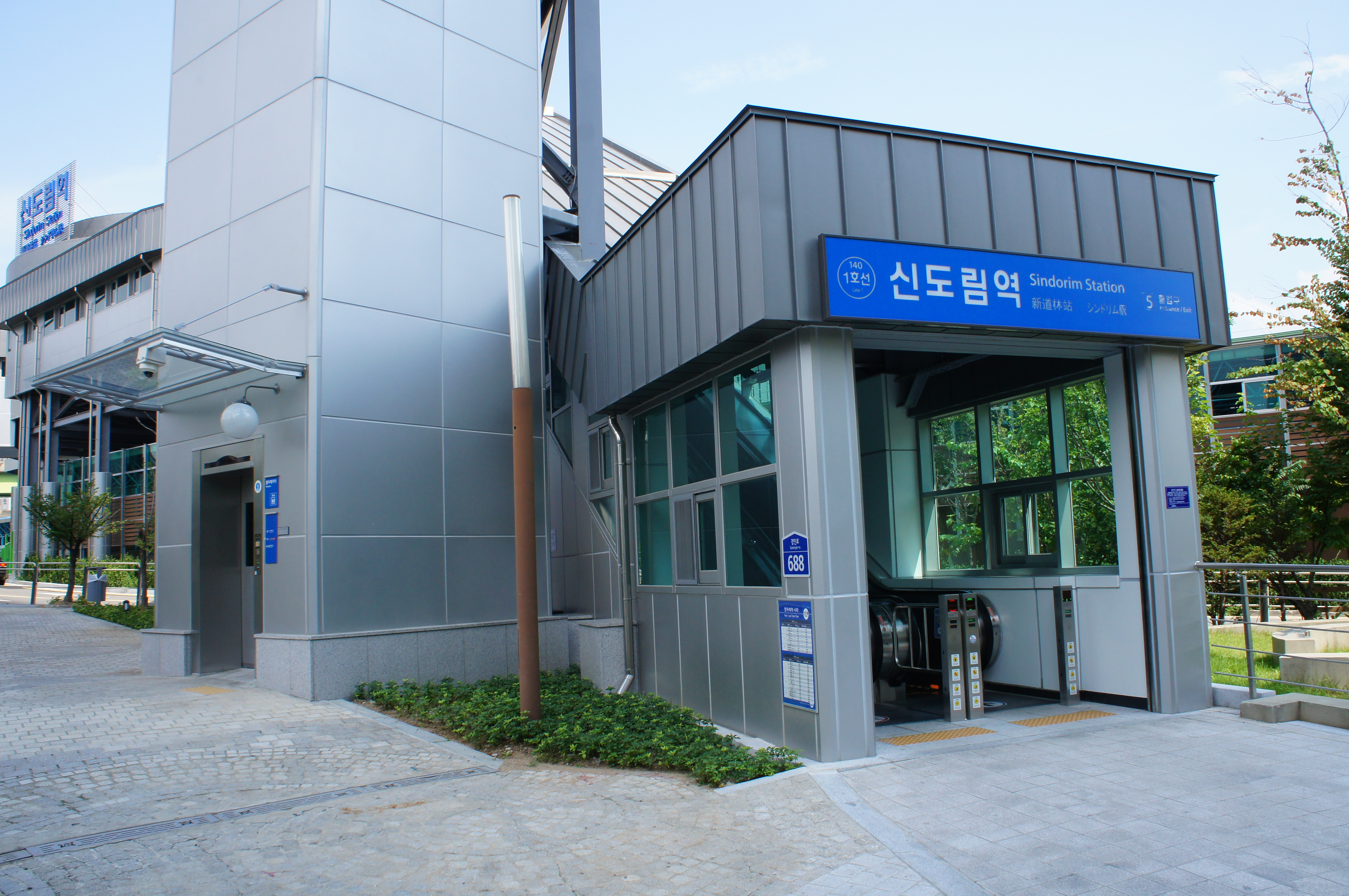
5번 출입구
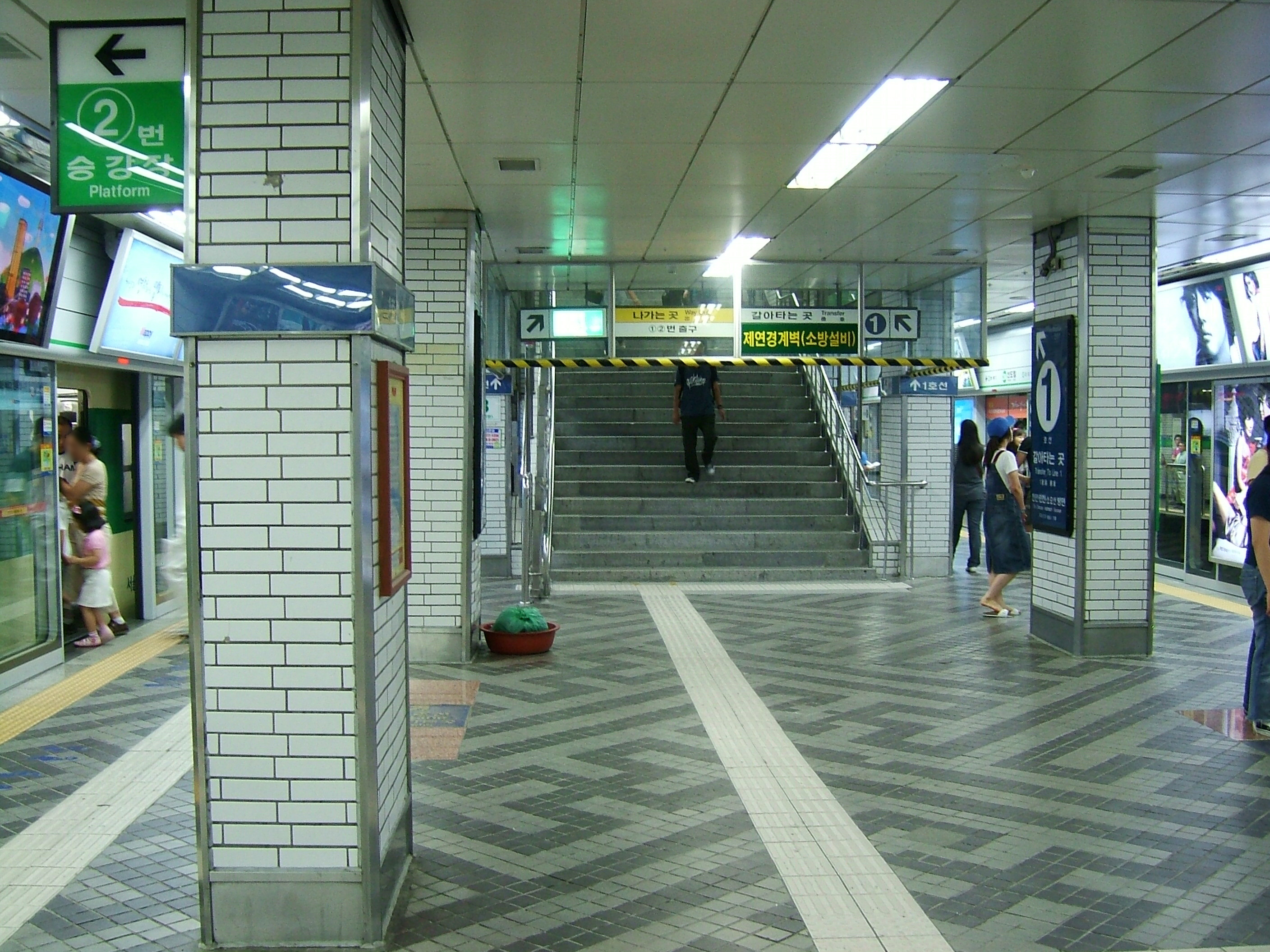
2호선 승강장(외선순환(좌), 내선순환(우))(공사·글씨체 바꾸기 전, 서울메트로 시절)
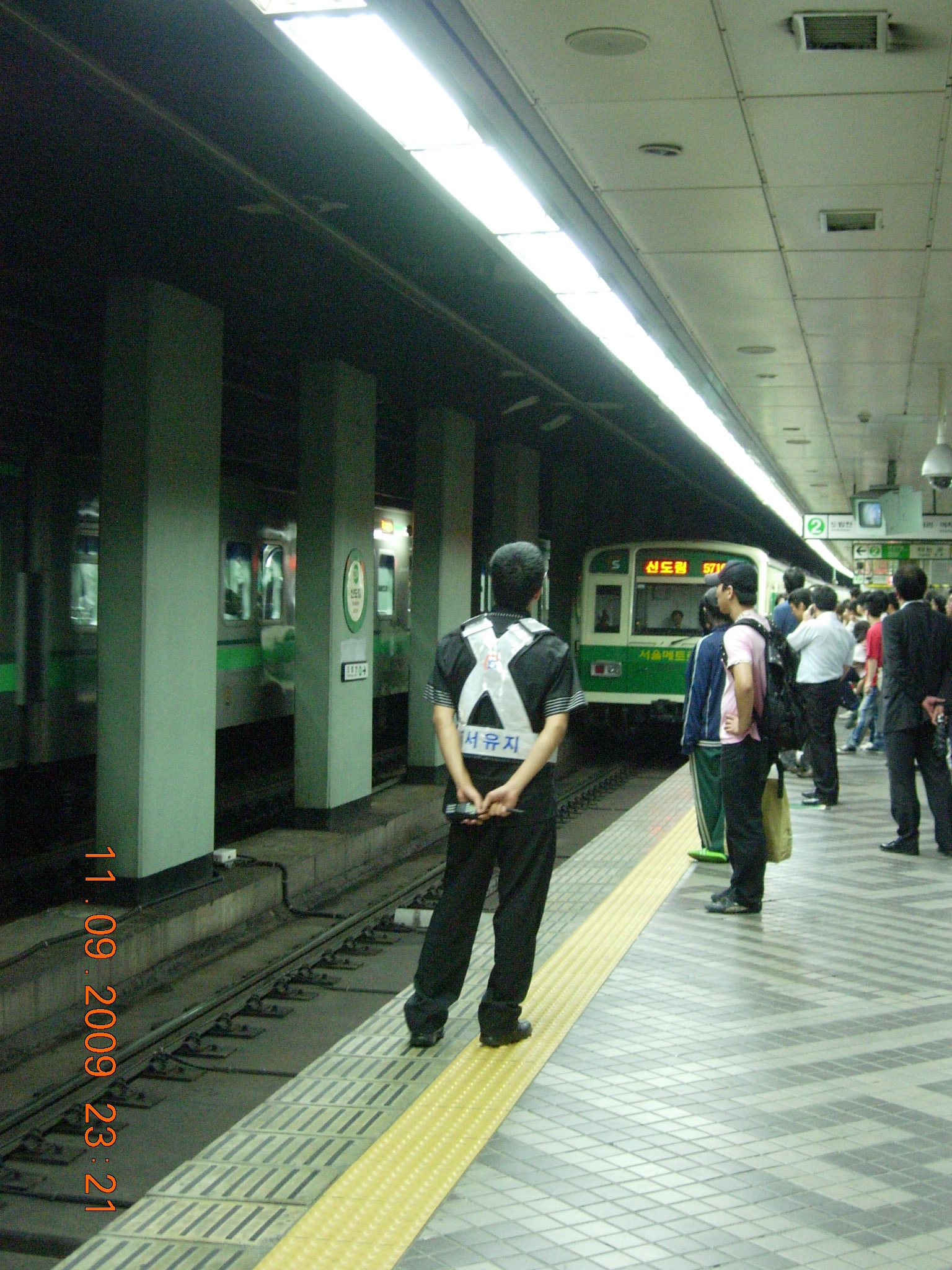
신정지선 까치산 방향 승강장(스크린도어 설치 전, 서울메트로 시절)
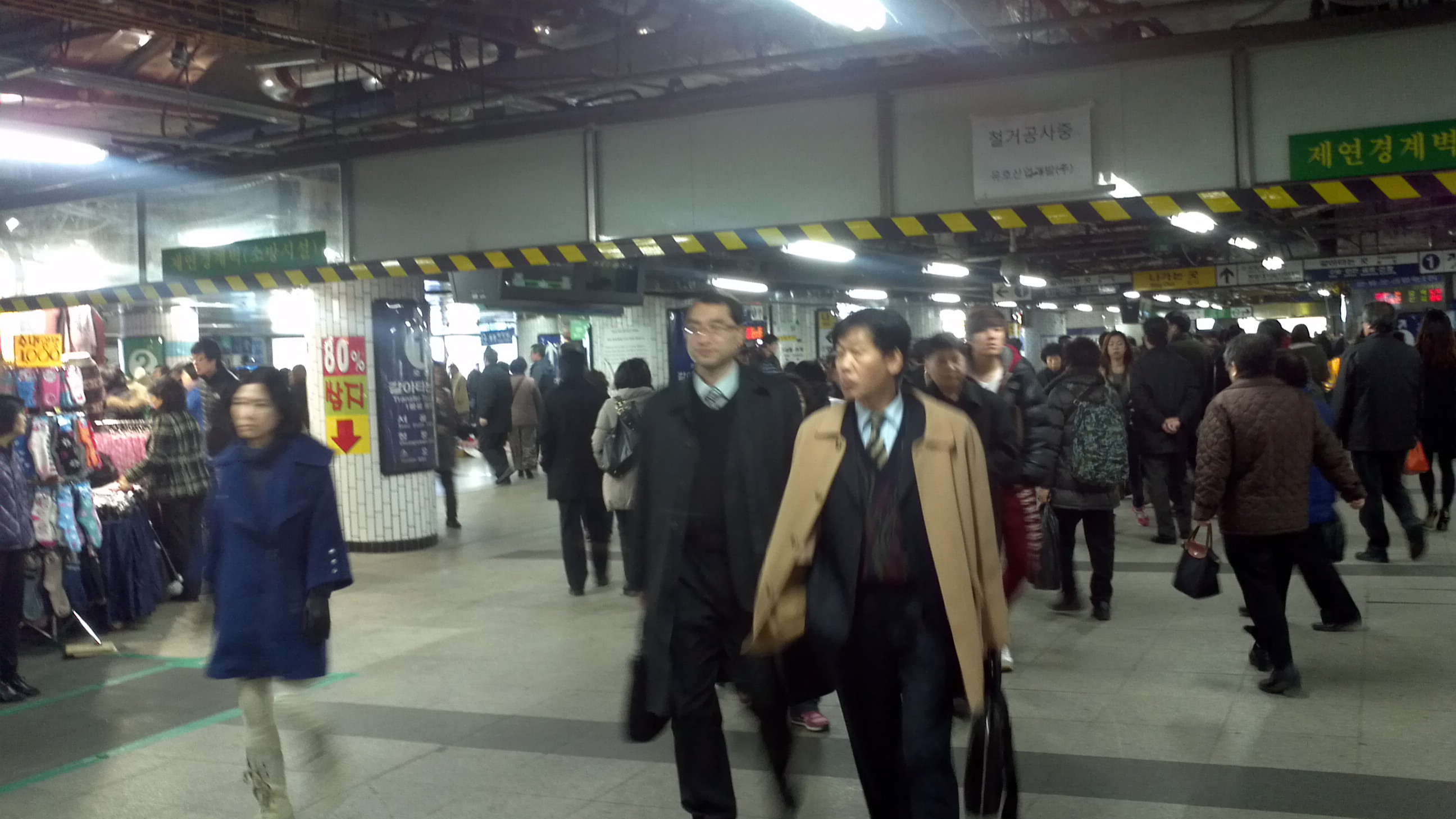
환승통로(2012년)
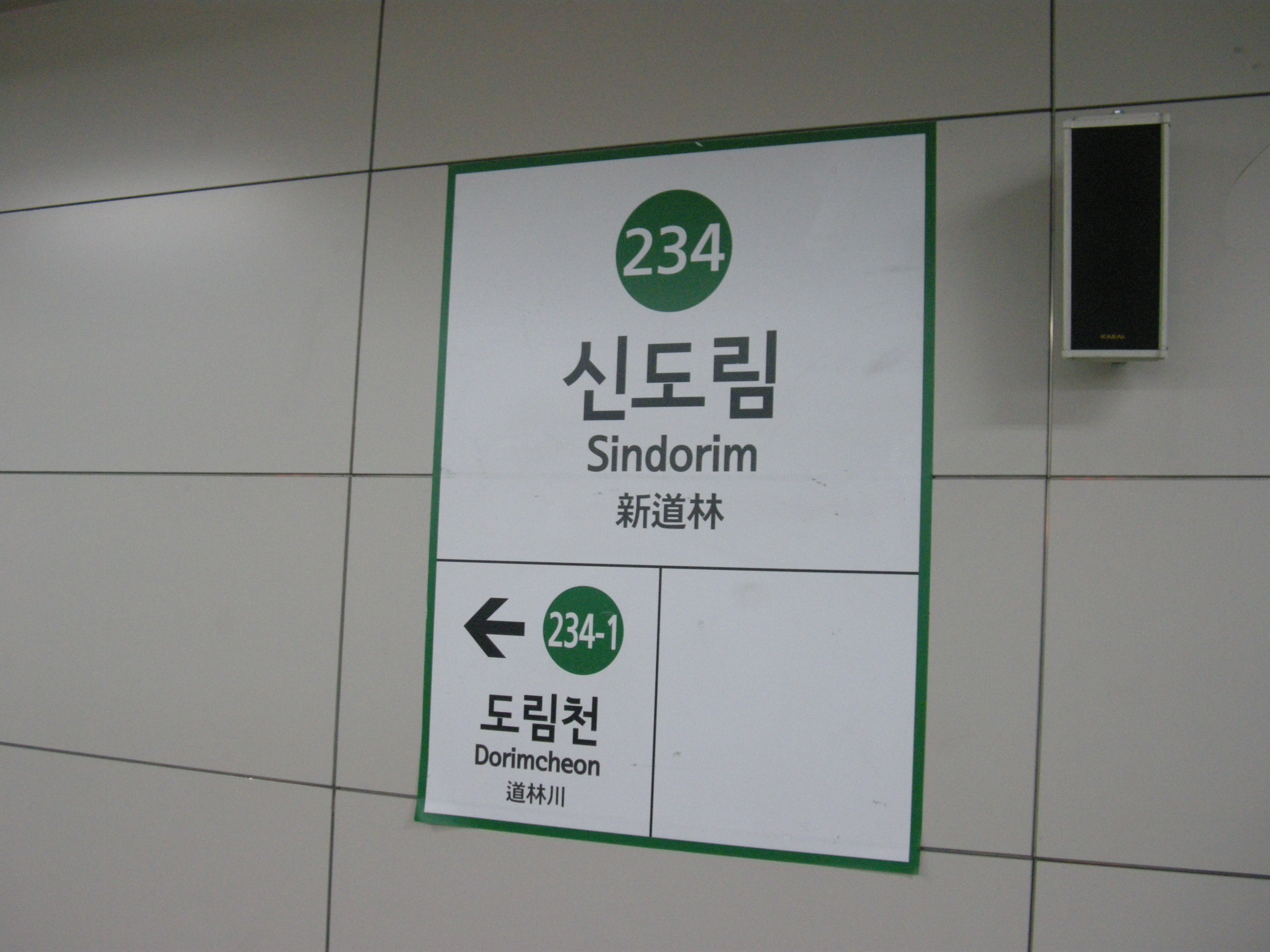
신정지선 까치산 방향 역명판
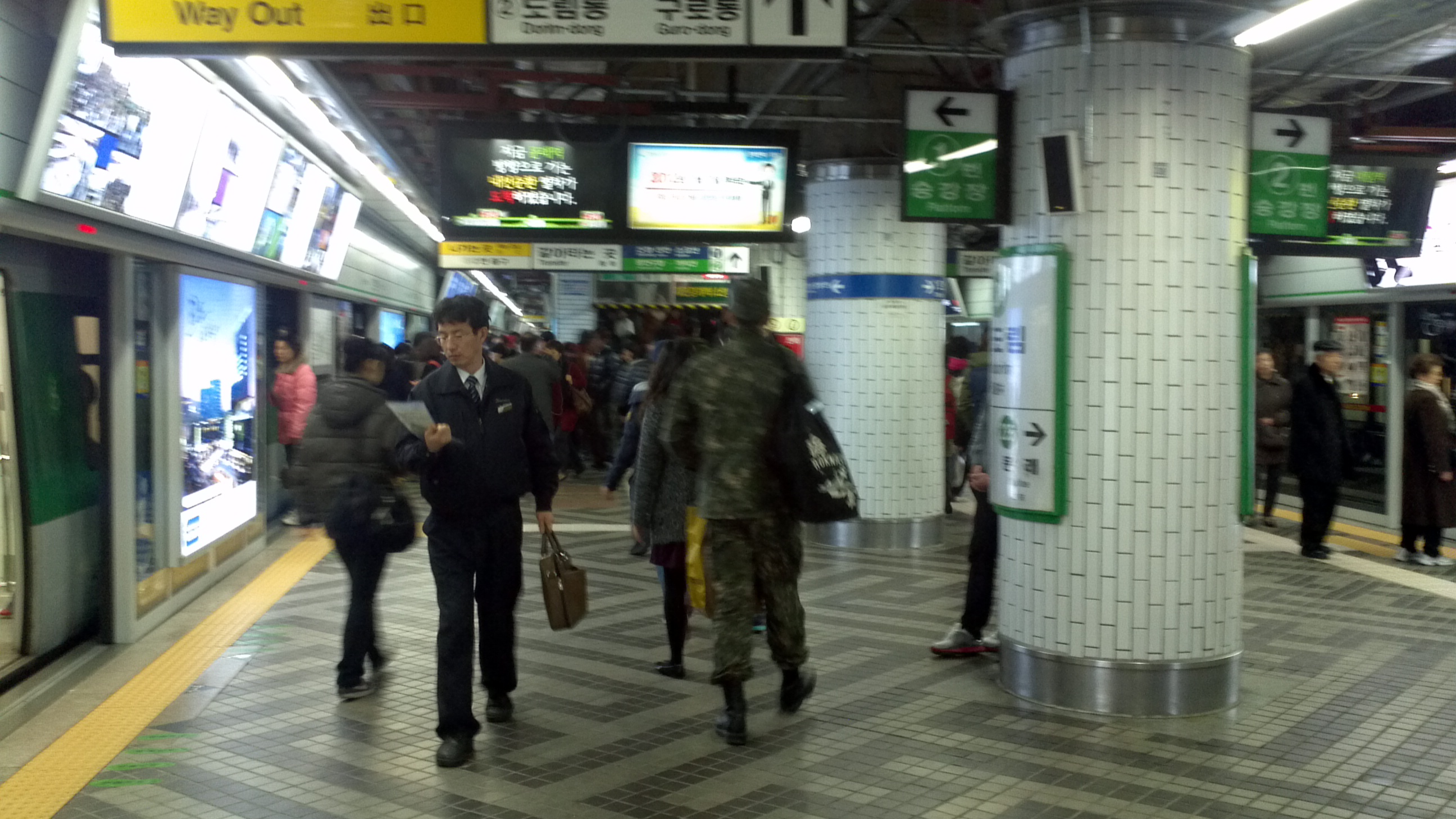
2호선 승강장(내선순환(좌), 외선순환(우))(공사 중, 서울메트로 시절)
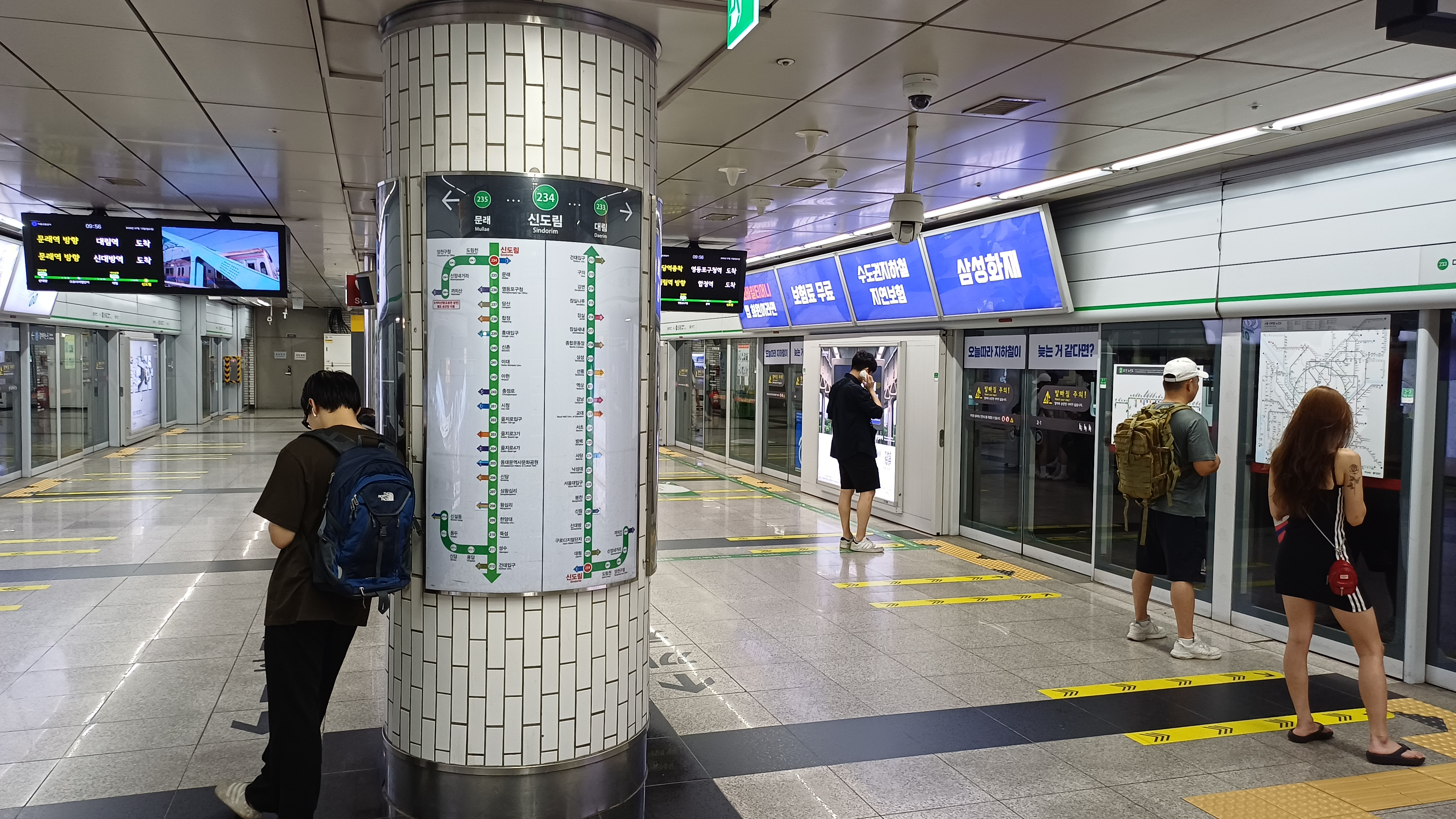
2호선 신도림역 승강장
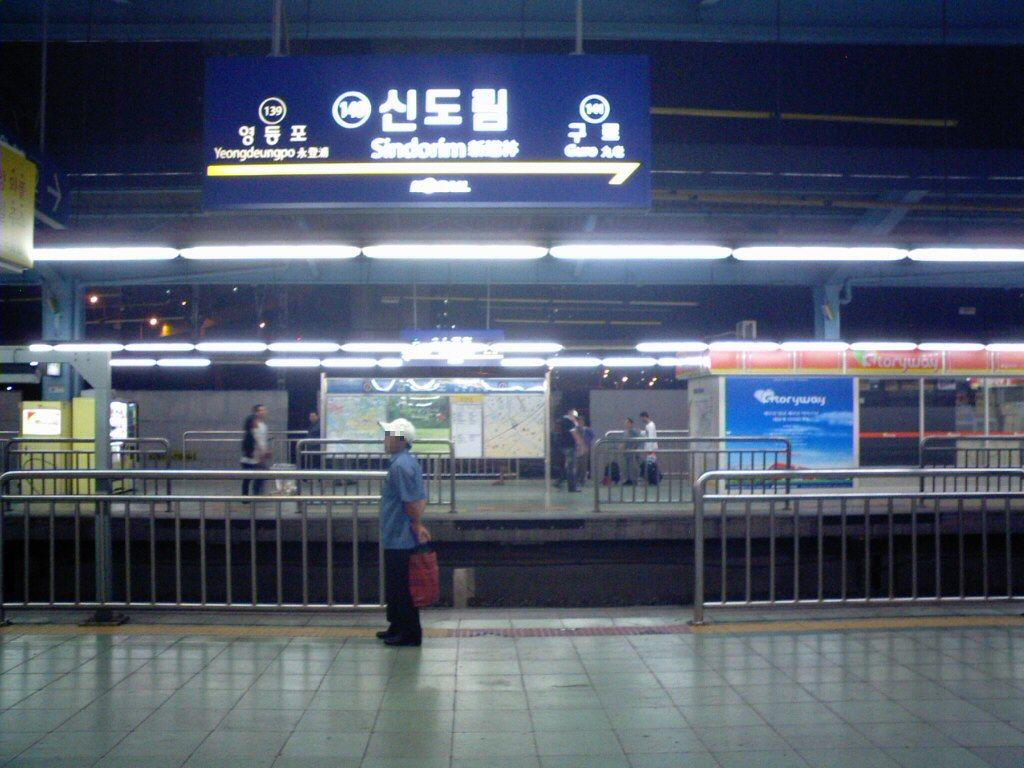
1호선 인천·신창·서동탄 방향/신창급행 승강장(스크린도어 설치 전)
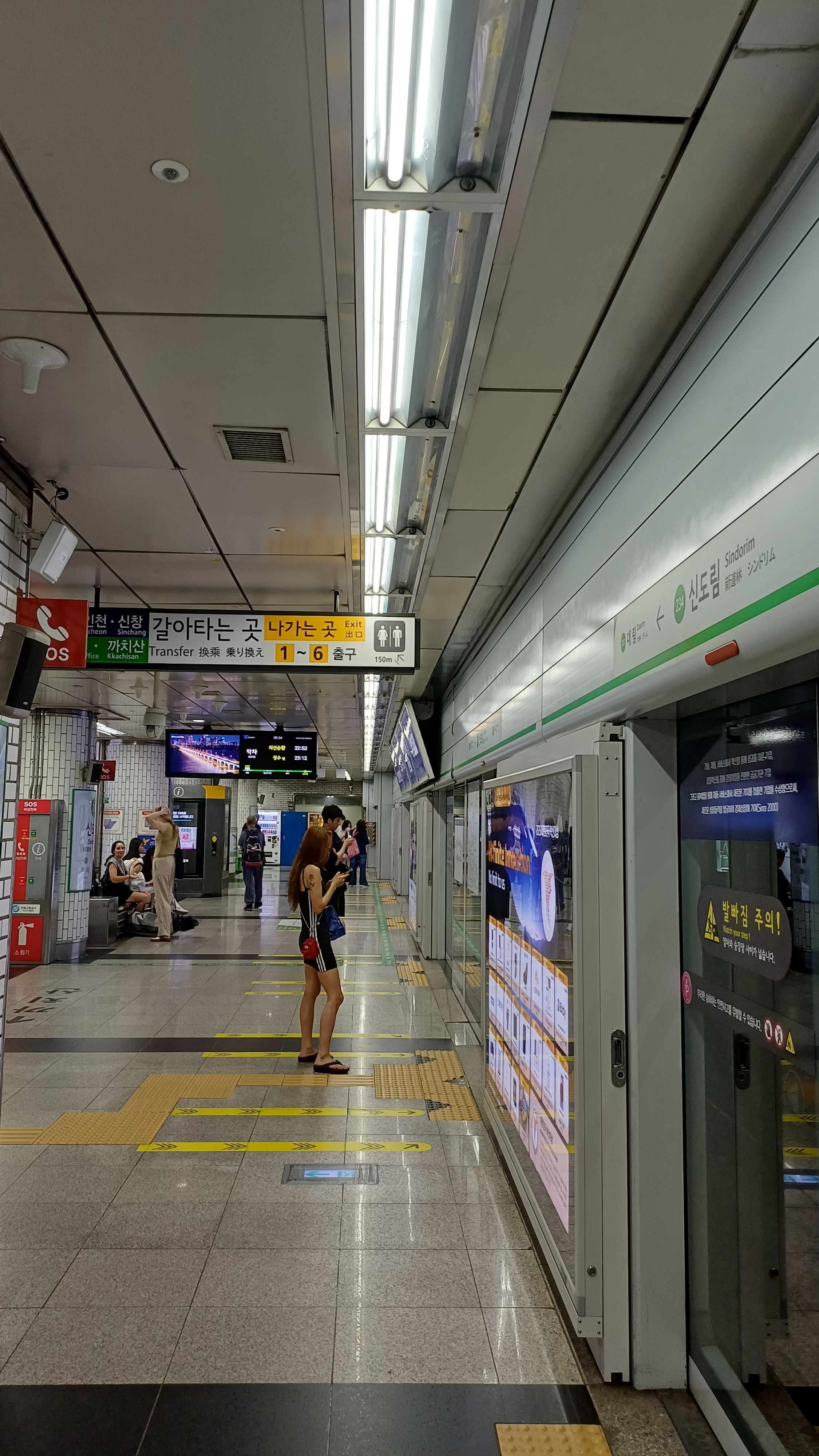
대림역 방면 승강장
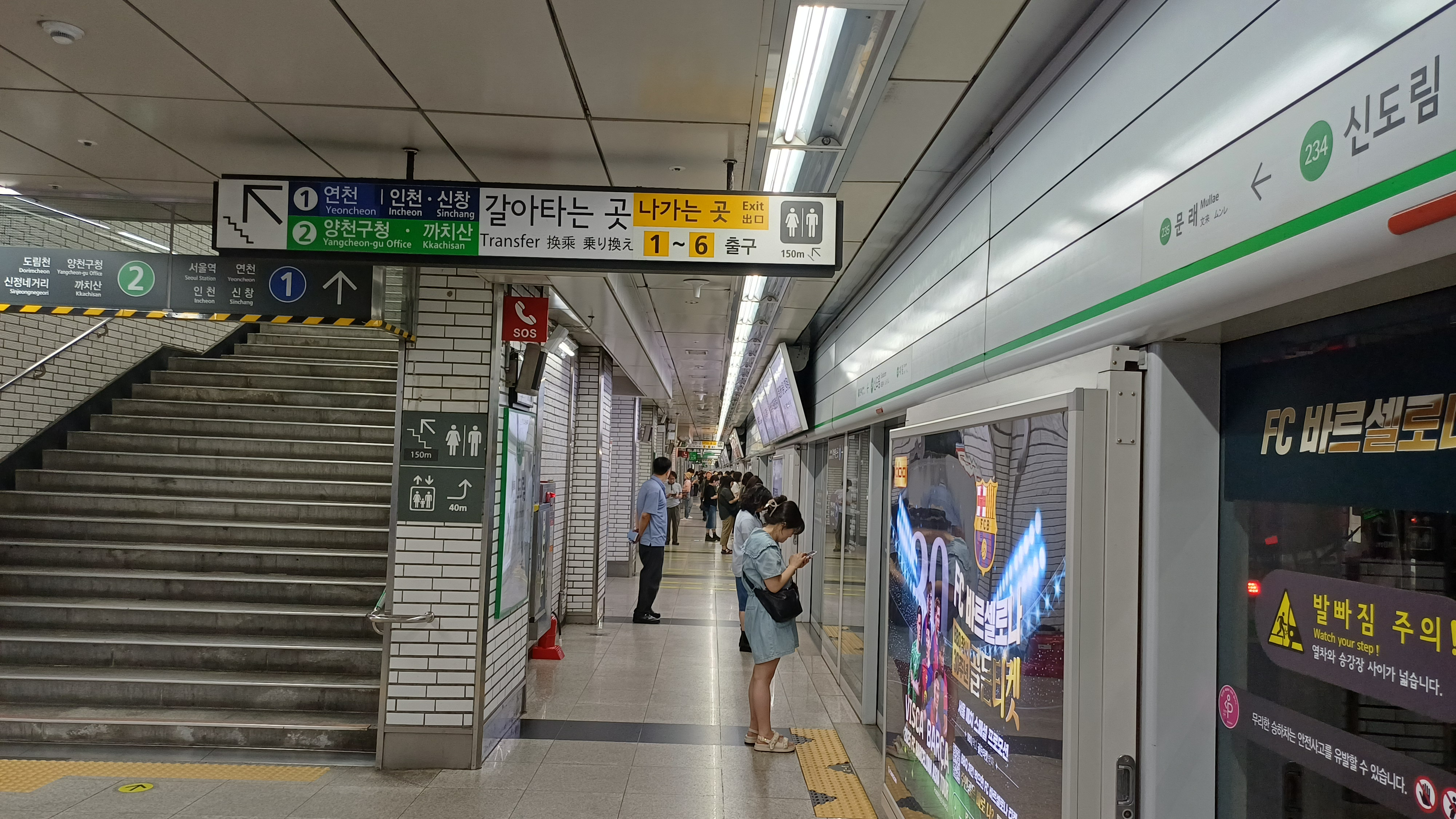
문래역 방면 승강장

## 이용객 변동
1호선의 2004년 자료는 정확히 나온 자료가 없다.
| 노선  | 노선    | 일평균 인원수 (명/일) | 일평균 인원수 (명/일) | 일평균 인원수 (명/일) | 일평균 인원수 (명/일) | 일평균 인원수 (명/일) | 일평균 인원수 (명/일) | 일평균 인원수 (명/일) | 일평균 인원수 (명/일) | 일평균 인원수 (명/일) | 일평균 인원수 (명/일) | 각주                  | 각주                  | 각주  |
| 노선  | 노선    | 2000년                | 2001년                | 2002년                | 2003년                | 2004년                | 2005년                | 2006년                | 2007년                | 2008년                | 2009년                | 각주                  | 각주                  | 각주  |
| ----- | ------- | --------------------- | --------------------- | --------------------- | --------------------- | --------------------- | --------------------- | --------------------- | --------------------- | --------------------- | --------------------- | --------------------- | --------------------- | ----- |
| 1호선 | 승차    | 20,473                | 15,444                | 12,876                | 13,959                | 미상                  | 11,898                | 13,607                | 14,407                | 17,039                | 18,020                | [ 6 ]                 | [ 6 ]                 | [ 6 ] |
| 1호선 | 하차    | 4,552                 | 4,602                 | 4,353                 | 10,431                | 미상                  | 10,926                | 12,683                | 13,486                | 16,413                | 17,641                | [ 6 ]                 | [ 6 ]                 | [ 6 ] |
| 2호선 | 승차    | 38,364                | 39,402                | 38,745                | 37,900                | 39,023                | 40,472                | 40,736                | 42,585                | 49,201                | 52,590                | [ 7 ]                 | [ 7 ]                 | [ 7 ] |
| 2호선 | 하차    | 35,811                | 36,198                | 35,817                | 34,367                | 34,907                | 36,629                | 37,956                | 39,459                | 46,937                | 51,340                | [ 7 ]                 | [ 7 ]                 | [ 7 ] |
| 2호선 | 승하차  | 74,174                | 75,600                | 74,562                | 72,267                | 73,930                | 77,101                | 78,692                | 82,044                | 96,138                | 103,930               | [ 7 ]                 | [ 7 ]                 | [ 7 ] |
| 노선  | 노선    | 일평균 인원수 (명/일) | 일평균 인원수 (명/일) | 일평균 인원수 (명/일) | 일평균 인원수 (명/일) | 일평균 인원수 (명/일) | 일평균 인원수 (명/일) | 일평균 인원수 (명/일) | 일평균 인원수 (명/일) | 일평균 인원수 (명/일) | 일평균 인원수 (명/일) | 일평균 인원수 (명/일) | 일평균 인원수 (명/일) | 각주  |
| 노선  | 노선    | 2010년                | 2011년                | 2012년                | 2013년                | 2014년                | 2015년                | 2016년                | 2017년                | 2018년                | 2019년                | 2020년                | 2021년                | 각주  |
| 1호선 | 승차    | 18,821                | 20,523                | 21,697                | 21,612                | 21,831                | 20,780                | 21,174                | 20,906                | 20,565                | 20,607                | 14,434                | 14,316                | [ 6 ] |
| 1호선 | 하차    | 18,533                | 20,407                | 21,658                | 21,605                | 21,931                | 20,707                | 21,179                | 20,929                | 20,533                | 20,591                | 14,364                | 14,191                | [ 6 ] |
| 2호선 | 승차    | 54,335                | 58,966                | 63,009                | 65,384                | 67,774                | 65,434                | 63,111                | 61,142                | 59,880                |                       |                       |                       | [ 7 ] |
| 2호선 | 하차    | 53,432                | 58,459                | 62,661                | 65,004                | 67,582                | 65,243                | 62,967                | 61,127                | 59,534                |                       |                       |                       | [ 7 ] |
| 2호선 | 승·하차 | 107,767               | 117,425               | 125,670               | 130,388               | 135,356               | 130,677               | 126,078               | 122,269               | 119,414               |                       |                       |                       | [ 7 ] |

## 인접한 역
| 경부선                                                             | 경부선                                                                                               | 경부선                                                              |
| ------------------------------------------------------------------ | --- | ------------------------------------------------------------------- |
| 139 영등포 연천 방면 광운대 방면 용산 방면 청량리 방면 영등포 방면 | ● 수도권 전철 1호선 경원-경인선 완행·경원선 급행 경부선 완행 경인선 급행 · 특급 경부선 급행 광명셔틀 | 141 구로 인천 방면 서동탄·신창 방면 동인천 방면 신창 방면 광명 방면 |
| 서울 지하철 2호선                                                  | |                                                                     |
| 233 대림 외선순환                                                  | ● 서울 지하철 2호선                                                                                  | 235 문래 내선순환                                                   |
| 신정지선                                                           | |                                                                     |
| 시·종착역                                                          | ● 서울 지하철 2호선 신정지선                                                                         | 234-1 도림천 까치산 방면                                            |